# Ferran Sagarra Trias
Ferran Sagarra Trias (Barcelona, 21 d'agost de 1952) és un arquitecte i professor universitari català.
Format a l'Escola Tècnica Superior d’Arquitectura de Barcelona (ETSAB) des del 1976, i doctor per la Universitat Politècnica de Catalunya (UPC) des del 1991, exerceix com a professor titular d'urbanisme a la UPC el 1992, i director de l'ETSAB del 2008 al 2013. També és membre numerari de l'Institut d’Estudis Catalans (IEC) des del 2013. La seva tesi doctoral, Barcelona, ciutat de transició. 1848-1868. El projecte urbà a través de l'obra de l'arquitecte Garriga i Roca va merèixer el Premi IEC de Teoria i Crítica d'Arquitectura Lluís Domènech i Montaner (1992) i el Premi Extraordinari de Doctorat a la millor tesi de la UPC el 1993 i, després de ser publicat per l'IEC, el Premi Crítica Serra d'Or (1997). També ha estat professor visitant a la Universitat de Mont-real el 1998, a la Universitat RMIT de Melbourne el 2014 i la Universitat Politècnica de Milà el 2013 i el 2016. Ha estat investigador al Centre Canadenc d'Arquitectura (CCA), conferenciant i responsable de cursos internacionals sobre projectació i història urbana i de Barcelona, i fou responsable de relacions externes de l'ETSAB entre els anys 2001 i 2008. Durant la seva trajectòria s'ha ocupat de la història i la projecció urbana moderna i contemporània. Ha estat assessor de diverses associacions de veïns de Barcelona, va participar en el planejament urbanístic a Barcelona i Catalunya des de la transició fins al tombant de segle. Com a professor, s'ha interessat per Barcelona, la seva història i el planejament contemporani.